# Primera División femenina de fútbol sala 2001-02
La temporada 2001-02 de Primera División es la 8.ª edición de la máxima categoría de la Liga Nacional de Fútbol Sala Femenina de España. La competición se disputa anualmente. Empezó el 29 de septiembre de 2001, y terminó 18 de mayo de 2002.
La Primera División consta de un grupo único integrado por trece equipos. Siguiendo un sistema de liga, los trece equipos se enfrentan todos contra todos en dos ocasiones -una en campo propio y otra en campo contrario- sumando un total de 26 jornadas. El orden de los encuentros se decide por sorteo antes de empezar la competición. La clasificación final se establece con arreglo a los puntos totales obtenidos por cada equipo al finalizar el campeonato. Los equipos obtienen tres puntos por cada partido ganado, un punto por cada empate y ningún punto por los partidos perdidos. El equipo que más puntos sume al final del campeonato será proclamado campeón de Liga y los que finalizan en las tres últimas posiciones descienden de categoría.

## Equipos participantes

### Equipos por comunidad autónoma
| N.º | Comunidad autónoma   | Equipos                                           |
| --- | -------------------- | ------------------------------------------------- |
| 3   | Comunidad de Madrid  | Rayo Mejorada Futsi FSF Móstoles Féminas Móstoles |
| 2   | Galicia              | Meirás Ourense                                    |
| 2   | Región de Murcia     | UCAM Murcia El Palmar                             |
| 1   | Comunidad Valenciana | Femesala Elche                                    |
| 1   | País Vasco           | Hegoalde Tolosa                                   |
| 1   | Melilla              | Drácena Melilla                                   |
| 1   | Andalucía            | Taberna Andaluza                                  |
| 1   | Aragón               | Racing Delicias                                   |
| 1   | Cataluña             | Vilassar                                          |

## Información de los equipos
| Club                | Ciudad          | Comunidad Autónoma   | Entrenador/a                     | Pabellón             | Aforo |
| ------------------- | --------------- | -------------------- | -------------------------------- | -------------------- | ----- |
| FSF Móstoles        | Móstoles        | Comunidad de Madrid  | Javier Sánchez                   | Villafontana         |       |
| Femesala Elche      | Elche           | Comunidad Valenciana | Ricardo Ladriñán                 | Municipal de Elche   |       |
| UCAM El Pozo Murcia | Murcia          | Región de Murcia     | José Antonio García              | Torre Puente Tocinos |       |
| Drácena Melilla     | Melilla         | Melilla              | Bandera de España                |                      |       |
| Hegoalde Tolosa     | Tolosa          | País Vasco           | Mayte Argote y Virginia Amilibia | Berazubi             |       |
| C.D. Ourense        | Orense          | Galicia              | Manuel Quiroga Pérez (Tajamata)  | Os Remedios          | 2.500 |
| Rayo Mejorada Futsi | Navalcarnero    | Comunidad de Madrid  | Bandera de España                |                      |       |
| Taberna Andaluza    | Granada         | Andalucía            | Armando Rodríguez                |                      |       |
| Valdetires Meirás   | Ferrol          | Galicia              | Estrella Fernández               | Ensanche             |       |
| Féminas Móstoles    | Móstoles        | Comunidad de Madrid  | Carlos García                    | Villafontana         |       |
| Racing Delicias     | Zaragoza        | Aragón               | Antonio Ibáñez                   | Ciudad de Zaragoza   |       |
| CD El Palmar FS     | Murcia          | Región de Murcia     | Juan Noguera                     | Municipal El Palmar  |       |
| FS Vilassar         | Vilassar de Mar | Cataluña             | Bandera de España                |                      |       |

## Clasificación
|                                          |     | Equipos             | PJ | G  | E | P  | GF  | GC  | Dif. | Pts. |
| ---------------------------------------- | --- | ------------------- | -- | -- | - | -- | --- | --- | ---- | ---- |
|                                          | 1.  | UCAM Murcia         | 24 | 20 | 3 | 1  | 138 | 44  | +92  | 63   |
|                                          | 2.  | CD Ourense          | 24 | 18 | 4 | 2  | 134 | 59  | +75  | 58   |
|                                          | 3.  | Femesala Elche      | 24 | 18 | 2 | 4  | 124 | 37  | +87  | 56   |
|                                          | 4.  | Hegoalde Tolosa     | 24 | 13 | 6 | 5  | 91  | 60  | +31  | 45   |
|                                          | 5.  | Drácena Melilla     | 24 | 11 | 5 | 8  | 81  | 87  | -6   | 38   |
|                                          | 6.  | FSF Móstoles        | 24 | 12 | 2 | 10 | 96  | 89  | +7   | 38   |
|                                          | 7.  | Racing Delicias     | 24 | 10 | 4 | 10 | 104 | 75  | +29  | 34   |
|                                          | 8.  | Valdetires Meirás   | 24 | 10 | 2 | 12 | 77  | 79  | -2   | 32   |
|                                          | 9.  | Rayo Mejorada Futsi | 24 | 9  | 1 | 14 | 94  | 105 | -11  | 28   |
|                                          | 10. | Féminas Móstoles    | 24 | 6  | 1 | 17 | 63  | 157 | -94  | 19   |
|                                          | 11. | Taberna Andaluza    | 24 | 5  | 2 | 17 | 78  | 124 | -46  | 17   |
|                                          | 12. | Vilassar            | 24 | 4  | 2 | 18 | 66  | 138 | -72  | 14   |
|                                          | 13. | El Palmar           | 24 | 3  | 0 | 21 | 51  | 141 | -90  | 9    |
| Última actualización: 21 de mayo de 2002 |     |                     |    |    |   |    |     |     |      |      |

|  | Campeón de Liga                       |
|  | Descendido a Segunda División 2002-03 |

|                                        |
| Bandera de la Región de Murcia         |
| Campeón UCAM El Pozo Murcia 1.º título |

### Evolución de la clasificación
| Equipo / Jornada    | 1  | 2  | 3  | 4  | 5  | 6  | 7  | 8  | 9  | 10 | 11 | 12 | 13 | 14 | 15 | 16 | 17 | 18 | 19 | 20 | 21 | 22 | 23 | 24 | 25 | 26 |
| Equipo / Jornada    |    |    |    |    |    |    |    |    |    |    |    |    |    |    |    |    |    |    |    |    |    |    |    |    |    |    |
| ------------------- | -- | -- | -- | -- | -- | -- | -- | -- | -- | -- | -- | -- | -- | -- | -- | -- | -- | -- | -- | -- | -- | -- | -- | -- | -- | -- |
| UCAM Murcia         | 5  | 3  | 3  | 2  | 2  | 2  | 1  | 1  | 2  | 3  | 3  | 2  | 2  | 2  | 1  | 1  | 2  | 1  | 1  | 1  | 2  | 2  | 1  | 1  | 1  | 1  |
| CD Ourense          | 1  | 4  | 2  | 1  | 1  | 1  | 3  | 4  | 5  | 5  | 4  | 4  | 5  | 5  | 4  | 3  | 3  | 3  | 3  | 3  | 3  | 3  | 3  | 3  | 2  | 2  |
| Femesala Elche      | 3  | 2  | 1  | 4  | 3  | 3  | 2  | 2  | 1  | 1  | 2  | 1  | 1  | 1  | 2  | 2  | 1  | 2  | 2  | 2  | 1  | 1  | 2  | 2  | 3  | 3  |
| Hegoalde Tolosa     | 4  | 5  | 5  | 5  | 5  | 4  | 4  | 5  | 4  | 4  | 5  | 5  | 4  | 4  | 5  | 5  | 5  | 5  | 4  | 4  | 4  | 4  | 4  | 4  | 4  | 4  |
| Drácena Melilla     | 6  | 6  | 6  | 8  | 9  | 10 | 9  | 7  | 7  | 6  | 6  | 7  | 6  | 7  | 7  | 7  | 7  | 7  | 6  | 6  | 6  | 6  | 6  | 6  | 6  | 5  |
| Móstoles FSF        | 2  | 1  | 4  | 3  | 4  | 5  | 5  | 3  | 3  | 2  | 1  | 3  | 3  | 3  | 3  | 4  | 4  | 4  | 5  | 5  | 5  | 5  | 5  | 5  | 5  | 6  |
| Rácing Delicias     | 7  | 7  | 10 | 7  | 8  | 9  | 10 | 10 | 8  | 8  | 7  | 6  | 7  | 6  | 6  | 6  | 6  | 6  | 7  | 7  | 7  | 7  | 7  | 8  | 7  | 7  |
| Valdetires Meirás   | 9  | 11 | 8  | 6  | 7  | 8  | 6  | 6  | 6  | 7  | 9  | 9  | 8  | 8  | 8  | 8  | 8  | 8  | 8  | 8  | 8  | 8  | 8  | 7  | 8  | 8  |
| Rayo Mejorada Futsi | 10 | 9  | 7  | 9  | 10 | 11 | 11 | 12 | 12 | 12 | 12 | 11 | 11 | 11 | 11 | 10 | 9  | 9  | 9  | 9  | 11 | 9  | 9  | 9  | 9  | 9  |
| Féminas Móstoles    | 8  | 8  | 11 | 11 | 12 | 12 | 12 | 10 | 10 | 10 | 8  | 8  | 9  | 9  | 9  | 9  | 10 | 10 | 11 | 11 | 12 | 11 | 11 | 10 | 10 | 10 |
| Taberna Andaluza    | 11 | 10 | 12 | 12 | 11 | 6  | 8  | 9  | 11 | 11 | 11 | 12 | 12 | 12 | 12 | 11 | 12 | 12 | 10 | 10 | 9  | 10 | 10 | 11 | 11 | 11 |
| Vilassar            | 12 | 12 | 9  | 10 | 6  | 7  | 7  | 8  | 9  | 9  | 10 | 10 | 10 | 10 | 10 | 12 | 11 | 11 | 12 | 12 | 10 | 12 | 12 | 12 | 12 | 12 |
| El Palmar           | 13 | 13 | 13 | 13 | 13 | 13 | 13 | 13 | 13 | 13 | 13 | 13 | 13 | 13 | 13 | 13 | 13 | 13 | 13 | 13 | 13 | 13 | 13 | 13 | 13 | 13 |

## Resultados
Los horarios corresponden a la CET (Hora Central Europea) UTC+1 en horario estándar y UTC+2 en horario de verano para los partidos disputados en la peninsula y UTC+0 en horario estándar y UTC+1 en horario de verano para los partidos disputados en las Islas Canarias.<ref>
| CD Ourense                 | 15 - 2 | El Palmar         | 29 de septiembre | 17:00 | Os Remedios        |  |
| Rayo Mejorada Futsi        | 2 - 5  | Hegoalde Tolosa   | 29 de septiembre | 18:30 | La Estación        |  |
| Rácing Delicias            | 3 - 3  | Drácena Melilla   | 29 de septiembre | 18:30 | Ciudad de Zaragoza |  |
| Femesala Elche             | 6 - 2  | Taberna Andaluza  | 29 de septiembre |       |                    |  |
| FSF Móstoles               | 7 - 0  | Vilassar          | 29 de septiembre |       | Villafontana       |  |
| UCAM Murcia                | 4 - 2  | Valdetires Meirás | 29 de septiembre |       |                    |  |
| Descansa; Féminas Móstoles |        |                   |                  |       |                    |  |

| Taberna Andaluza   | 2 - 5 | FSF Móstoles        | 6 de octubre |       |                  |  |
| Drácena Melilla    | 3 - 2 | Rayo Mejorada Futsi | 6 de octubre | 12:30 | Lázaro Fernández |  |
| Hegoalde Tolosa    | 2 - 2 | CD Ourense          | 6 de octubre | 18:00 | Berazubi         |  |
| Féminas Móstoles   | 4 - 4 | Rácing Delicias     | 6 de octubre | 18:00 | Villafontana     |  |
| Valdetires Meirás  | 1 - 6 | Femesala Elche      | 6 de octubre | 19:15 | Ensanche         |  |
| El Palmar          | 0 - 5 | UCAM Murcia         | 7 de octubre | 12:00 | Mun. El Palmar   |  |
| Descansa; Vilassar |       |                     |              |       |                  |  |

| Rayo Mejorada Futsi       | 6 - 3 | Féminas Móstoles  | 13 de octubre |       |             |  |
| Vilassar                  | 6 - 5 | Taberna Andaluza  | 13 de octubre | 17:30 |             |  |
| FSF Móstoles              | 4 - 5 | Valdetires Meirás | 13 de octubre | 18:00 |             |  |
| UCAM Murcia               | 3 - 3 | Hegoalde Tolosa   | 13 de octubre | 18:30 |             |  |
| Femesala Elche            | 8 - 0 | El Palmar         | 13 de octubre | 19:15 |             |  |
| CD Ourense                | 8 - 1 | Drácena Melilla   | 13 de octubre | 22:00 | Os Remedios |  |
| Descansa; Rácing Delicias |       |                   |               |       |             |  |

| Drácena Melilla            | 3 - 5 | UCAM Murcia         | 20 de octubre | 12:00 | Lázaro Fernández   |  |
| Féminas Móstoles           | 1 - 9 | CD Ourense          | 20 de octubre | 18:00 | Villafontana       |  |
| Valdetires Meirás          | 4 - 3 | Vilassar            | 20 de octubre | 19:15 | Ensanche           |  |
| El Palmar                  | 1 - 7 | FSF Móstoles        | 20 de octubre |       |                    |  |
| Hegoalde Tolosa            | 3 - 0 | Femesala Elche      | 20 de octubre |       | Berazubi           |  |
| Rácing Delicias            | 3 - 1 | Rayo Mejorada Futsi | 21 de octubre | 12:00 | Ciudad de Zaragoza |  |
| Descansa; Taberna Andaluza |       |                     |               |       |                    |  |

| Femesala Elche                | 6 - 1  | Drácena Melilla   | 27 de octubre | 18:00 | Mun. Elche           |       |
| UCAM Murcia                   | 10 - 2 | Féminas Móstoles  | 27 de octubre |       | Torre Puente Tocinos | 18:30 |
| Taberna Andaluza              | 4 - 3  | Valdetires Meirás | 27 de octubre | 19:30 |                      |       |
| Vilassar                      | 5 - 2  | El Palmar         | 27 de octubre |       |                      |       |
| FSF Móstoles                  | 2 - 2  | Hegoalde Tolosa   | 27 de octubre |       |                      |       |
| Rácing Delicias               | 2 - 3  | CD Ourense        | 28 de octubre | 12:00 |                      |       |
| Descansa; Rayo Mejorada Futsi |        |                   |               |       |                      |       |

| El Palmar                   | 4 - 9  | Taberna Andaluza | 3 de noviembre |       |                    |     |
| Drácena Melilla             | 4 - 4  | FSF Móstoles     | 3 de noviembre | 12:30 | Lázaro Fernández   |     |
| Hegoalde Tolosa             | 3 - 1  | Vilassar         | 3 de noviembre | 18:00 | Berazubi           |     |
| Féminas Móstoles            | 1 - 12 | Femesala Elche   | 3 de noviembre | 18:00 | Villafontana       |     |
| Rayo Mejorada Futsi         | 2 - 3  | CD Ourense       | 3 de noviembre | 18:30 | La Estación        | 200 |
| Rácing Delicias             | 2 - 6  | UCAM Murcia      | 4 de noviembre | 12:00 | Ciudad de Zaragoza | 150 |
| Descansa; Valdetires Meirás |        |                  |                |       |                    |     |

| Taberna Andaluza     | 2 - 3 | Hegoalde Tolosa     | 10 de noviembre |       |                      |     |
| Vilassar             | 4 - 4 | Drácena Melilla     | 10 de noviembre | 17:30 |                      |     |
| FSF Móstoles         | 5 - 3 | Féminas Móstoles    | 10 de noviembre | 18:00 | Villafontana         |     |
| UCAM Murcia          | 4 - 3 | Rayo Mejorada Futsi | 10 de noviembre | 18:30 | Torre Puente Tocinos | 150 |
| Valdetires Meirás    | 6 - 4 | El Palmar           | 10 de noviembre | 19:15 | Ensanche             |     |
| Femesala Elche       | 3 - 0 | Rácing Delicias     | 10 de noviembre | 19:30 | Mun. Elche           |     |
| Descansa; CD Ourense |       |                     |                 |       |                      |     |

| Drácena Melilla     | 7 - 5 | Taberna Andaluza  | 17 de noviembre | 12:00 | Lázaro Fernández   |  |
| CD Ourense          | 3 - 5 | UCAM Murcia       | 17 de noviembre | 17:00 | Os Remedios        |  |
| Rácing Delicias     | 3 - 4 | FSF Móstoles      | 17 de noviembre | 18:00 | Ciudad de Zaragoza |  |
| Rayo Mejorada Futsi | 0 - 5 | Femesala Elche    | 17 de noviembre | 18:30 |                    |  |
| Hegoalde Tolosa     | 4 - 5 | Valdetires Meirás | 17 de noviembre | 20:00 | Berazubi           |  |
| Féminas Móstoles    | 4 - 3 | Vilassar          | 17 de noviembre |       |                    |  |
| Descansa; El Palmar |       |                   |                 |       |                    |  |

| Taberna Andaluza      | 3 - 4  | Féminas Móstoles    | 24 de noviembre |       |          |  |
| El Palmar             | 1 - 3  | Hegoalde Tolosa     | 24 de noviembre |       |          |  |
| Valdetires Meirás     | 1 - 2  | Drácena Melilla     | 24 de noviembre | 17:00 | Ensanche |  |
| FSF Móstoles          | 7 - 3  | Rayo Mejorada Futsi | 24 de noviembre | 18:00 | Móstoles |  |
| Vilassar              | 1 - 12 | Rácing Delicias     | 24 de noviembre |       |          |  |
| Femesala Elche        | 4 - 4  | CD Ourense          | 24 de noviembre |       |          |  |
| Descansa; UCAM Murcia |        |                     |                 |       |          |  |

| Drácena Melilla           | 5 - 4  | El Palmar         | 1 de diciembre | 12:30 | Lázaro Fernández     |  |
| CD Ourense                | 6 - 7  | FSF Móstoles      | 1 de diciembre | 17:00 | Os Remedios          |  |
| Féminas Móstoles          | 4 - 3  | Valdetires Meirás | 1 de diciembre | 18:00 | Villafontana         |  |
| UCAM Murcia               | 3 - 3  | Femesala Elche    | 1 de diciembre | 18:30 | Torre Puente Tocinos |  |
| Rayo Mejorada Futsi       | 1 - 4  | Vilassar          | 2 de diciembre | 11:30 |                      |  |
| Rácing Delicias           | 10 - 3 | Taberna Andaluza  | 2 de diciembre | 12:00 | Ciudad de Zaragoza   |  |
| Descansa; Hegoalde Tolosa |        |                   |                |       |                      |  |

| Taberna Andaluza         | 2 - 2 | Rayo Mejorada Futsi | 15 de diciembre |       |              |  |
| El Palmar                | 4 - 5 | Féminas Móstoles    | 15 de diciembre |       |              |  |
| Vilassar                 | 4 - 8 | CD Ourense          | 15 de diciembre | 17:30 |              |  |
| Hegoalde Tolosa          | 3 - 3 | Drácena Melilla     | 15 de diciembre | 18:00 | Berazubi     |  |
| Valdetires Meirás        | 2 - 3 | Rácing Delicias     | 15 de diciembre | 19:15 | Ensanche     |  |
| FSF Móstoles             | 2 - 1 | UCAM Murcia         | 15 de diciembre |       | Villafontana |  |
| Descansa; Femesala Elche |       |                     |                 |       |              |  |

| Femesala Elche            | 2 - 1  | FSF Móstoles      | 22 de diciembre |       |             |  |
| Rácing Delicias           | 9 - 2  | El Palmar         | 22 de diciembre |       |             |  |
| CD Ourense                | 11 - 2 | Taberna Andaluza  | 22 de diciembre | 17:00 | Os Remedios |  |
| Rayo Mejorada Futsi       | 4 - 3  | Valdetires Meirás | 22 de diciembre | 18:30 |             |  |
| Féminas Móstoles          | 2 - 7  | Hegoalde Tolosa   | 22 de diciembre |       |             |  |
| UCAM Murcia               | 11 - 0 | Vilassar          | 22 de diciembre |       |             |  |
| Descansa; Drácena Melilla |        |                   |                 |       |             |  |

| Hegoalde Tolosa        | 3 - 2  | Rácing Delicias     | 12 de enero | 18:00 | Berazubi         |     |
| Vilassar               | 0 - 6  | Femesala Elche      | 12 de enero |       |                  |     |
| Valdetires Meirás      | 3 - 3  | CD Ourense          | 12 de enero | 19:15 | Ensanche         | 300 |
| Taberna Andaluza       | 1 - 10 | UCAM Murcia         | 12 de enero |       |                  |     |
| El Palmar              | 4 - 2  | Rayo Mejorada Futsi | 12 de enero |       |                  |     |
| Drácena Melilla        | 4 - 3  | Féminas Móstoles    | 13 de enero | 12:00 | Lázaro Fernández |     |
| Descansa; FSF Móstoles |        |                     |             |       |                  |     |

| Taberna Andaluza           | 2 - 3 | Femesala Elche      | 19 de enero | 19:30 |                  |     |
| Hegoalde Tolosa            | 5 - 3 | Rayo Mejorada Futsi | 19 de enero | 20:00 | Ibarra           |     |
| Drácena Melilla            | 0 - 2 | Rácing Delicias     | 19 de enero | 21:00 | Lázaro Fernández |     |
| Vilassar                   | 6 - 7 | FSF Móstoles        | 19 de enero |       |                  |     |
| Valdetires Meirás          | 2 - 4 | UCAM Murcia         | 19 de enero |       | Ensanche         |     |
| El Palmar                  | 1 - 2 | CD Ourense          | 20 de enero | 12:00 | Mun. El Palmar   | 200 |
| Descansa; Féminas Móstoles |       |                     |             |       |                  |     |

| Rayo Mejorada Futsi | 2 - 11 | Drácena Melilla   | 2 de febrero | 13:00 |             |  |
| Femesala Elche      | 3 - 2  | Valdetires Meirás | 2 de febrero | 18:00 | Mun. Elche  |  |
| FSF Móstoles        | 5 - 2  | Taberna Andaluza  | 2 de febrero |       |             |  |
| UCAM Murcia         | 5 - 0  | El Palmar         | 2 de febrero |       |             |  |
| Rácing Delicias     | 5 - 1  | Féminas Móstoles  | 3 de febrero | 12:00 |             |  |
| CD Ourense          | 4 - 3  | Hegoalde Tolosa   | 3 de febrero | 12:00 | Os Remedios |  |
| Descansa; Vilassar  |        |                   |              |       |             |  |

| Féminas Móstoles          | 1 - 10 | Rayo Mejorada Futsi | 9 de febrero  |       | Villafontana     |  |
| Taberna Andaluza          | 8 - 5  | Vilassar            | 9 de febrero  |       |                  |  |
| Valdetires Meirás         | 5 - 3  | FSF Móstoles        | 9 de febrero  |       | Esteiro          |  |
| Hegoalde Tolosa           | 1 - 5  | UCAM Murcia         | 9 de febrero  |       | Berazubi         |  |
| Drácena Melilla           | 0 - 6  | CD Ourense          | 9 de febrero  | 12:30 | Lázaro Fernández |  |
| El Palmar                 | 0 - 1  | Femesala Elche      | 10 de febrero |       |                  |  |
| Descansa; Rácing Delicias |        |                     |               |       |                  |  |

| Vilassar                   | 3 - 3 | Valdetires Meirás | 16 de febrero |       | Paco Martín  | 200 |
| Femesala Elche             | 8 - 0 | Hegoalde Tolosa   | 16 de febrero | 17:00 | Mun. Elche   |     |
| CD Ourense                 | 4 - 1 | Féminas Móstoles  | 16 de febrero | 17:00 | Os Remedios  |     |
| FSF Móstoles               | 3 - 5 | El Palmar         | 16 de febrero | 18:00 | Villafontana |     |
| UCAM Murcia                | 5 - 3 | Drácena Melilla   | 16 de febrero | 18:45 |              |     |
| Rayo Mejorada Futsi        | 5 - 4 | Rácing Delicias   | 16 de febrero |       |              |     |
| Descansa; Taberna Andaluza |       |                   |               |       |              |     |

| Drácena Melilla               | 0 - 5  | Femesala Elche   | 2 de marzo | 12:30 |             |     |
| CD Ourense                    | 4 - 1  | Rácing Delicias  | 2 de marzo | 17:00 | Os Remedios | 190 |
| Hegoalde Tolosa               | 3 - 1  | FSF Móstoles     | 2 de marzo | 18:00 | Berazubi    |     |
| Féminas Móstoles              | 1 - 16 | UCAM Murcia      | 2 de marzo | 18:00 |             |     |
| Valdetires Meirás             | 6 - 2  | Taberna Andaluza | 2 de marzo | 19:00 | Ensanche    |     |
| El Palmar                     | 3 - 2  | Vilassar         | 2 de marzo |       |             |     |
| Descansa; Rayo Mejorada Futsi |        |                  |            |       |             |     |

| CD Ourense                  | 8 - 3  | Rayo Mejorada Futsi | 9 de marzo | 17:00 | Os Remedios |  |
| Taberna Andaluza            | 3 - 0  | El Palmar           | 9 de marzo | 17:30 |             |  |
| Vilassar                    | 1 - 6  | Hegoalde Tolosa     | 9 de marzo | 17:30 |             |  |
| Femesala Elche              | 13 - 3 | Féminas Móstoles    | 9 de marzo | 18:00 | Mun. Elche  |  |
| FSF Móstoles                | 0 - 2  | Drácena Melilla     | 9 de marzo | 18:15 |             |  |
| UCAM Murcia                 | 5 - 3  | Rácing Delicias     | 9 de marzo | 18:45 |             |  |
| Descansa; Valdetires Meirás |        |                     |            |       |             |  |

| Drácena Melilla      | 5 - 4 | Vilassar          | 16 de marzo | 12:30 | Lázaro Fernández | 100 |
| Hegoalde Tolosa      | 6 - 2 | Taberna Andaluza  | 16 de marzo | 18:00 | Berazubi         |     |
| Féminas Móstoles     | 3 - 6 | FSF Móstoles      | 16 de marzo | 18:00 | Villafontana     |     |
| Rayo Mejorada Futsi  | 3 - 7 | UCAM Murcia       | 16 de marzo |       |                  |     |
| El Palmar            | 2 - 4 | Valdetires Meirás | 16 de marzo |       |                  | 100 |
| Rácing Delicias      | 3 - 8 | Femesala Elche    | 16 de marzo |       |                  |     |
| Descansa; CD Ourense |       |                   |             |       |                  |     |

| Femesala Elche      | 8 - 1 | Rayo Mejorada Futsi | 6 de abril |       |              |  |
| Taberna Andaluza    | 4 - 2 | Drácena Melilla     | 6 de abril | 17:30 |              |  |
| FSF Móstoles        | 3 - 4 | Rácing Delicias     | 6 de abril | 18:30 | Villafontana |  |
| Valdetires Meirás   | 3 - 1 | Hegoalde Tolosa     | 6 de abril | 19:15 | Ensanche     |  |
| Vilassar            | 6 - 1 | Féminas Móstoles    | 6 de abril |       |              |  |
| UCAM Murcia         | 3 - 3 | CD Ourense          | 6 de abril |       |              |  |
| Descansa; El Palmar |       |                     |            |       |              |  |

| Féminas Móstoles      | 2 - 1  | Taberna Andaluza  | 13 de abril |       | Villafontana     |     |
| Rayo Mejorada Futsi   | 10 - 4 | FSF Móstoles      | 13 de abril |       |                  |     |
| Hegoalde Tolosa       | 9 - 1  | El Palmar         | 13 de abril |       | Berazubi         |     |
| Drácena Melilla       | 3 - 0  | Valdetires Meirás | 13 de abril | 12:30 | Lázaro Fernández | 200 |
| Rácing Delicias       | 10 - 2 | Vilassar          | 13 de abril |       |                  |     |
| CD Ourense            | 3 - 2  | Femesala Elche    | 13 de abril | 17:00 | Os Remedios      |     |
| Descansa; UCAM Murcia |        |                   |             |       |                  |     |

| Valdetires Meirás         | 6 - 3 | Féminas Móstoles    | 20 de abril |       | Ensanche     | 200 |
| Vilassar                  | 3 - 6 | Rayo Mejorada Futsi | 20 de abril |       |              |     |
| Taberna Andaluza          | 4 - 4 | Rácing Delicias     | 20 de abril |       |              |     |
| Femesala Elche            | 1 - 2 | UCAM Murcia         | 20 de abril | 18:00 | Mun. Elche   |     |
| FSF Móstoles              | 3 - 7 | CD Ourense          | 20 de abril | 18:15 | Villafontana |     |
| El Palmar                 | 3 - 5 | Drácena Melilla     | 21 de abril | 12:00 |              |     |
| Descansa; Hegoalde Tolosa |       |                     |             |       |              |     |

| Rayo Mejorada Futsi      | 8 - 3 | Taberna Andaluza  | 4 de mayo |       |                  |  |
| Drácena Melilla          | 4 - 4 | Hegoalde Tolosa   | 4 de mayo | 12:30 | Lázaro Fernández |  |
| Féminas Móstoles         | 7 - 5 | El Palmar         | 4 de mayo |       |                  |  |
| CD Ourense               | 7 - 1 | Vilassar          | 4 de mayo | 17:00 | Os Remedios      |  |
| UCAM Murcia              | 8 - 1 | FSF Móstoles      | 4 de mayo |       |                  |  |
| Rácing Delicias          | 1 - 3 | Valdetires Meirás | 5 de mayo | 12:00 |                  |  |
| Descansa; Femesala Elche |       |                   |           |       |                  |  |

| FSF Móstoles              | 5 - 2  | Femesala Elche      | 11 de mayo |       | Villafontana |     |
| El Palmar                 | 2 - 11 | Rácing Delicias     | 11 de mayo | 18:00 |              | 0   |
| Vilassar                  | 2 - 6  | UCAM Murcia (C)     | 11 de mayo | 18:00 |              |     |
| Valdetires Meirás         | 4 - 5  | Rayo Mejorada Futsi | 11 de mayo |       | Ensanche     | 200 |
| Taberna Andaluza          | 5 - 7  | CD Ourense          | 11 de mayo |       |              |     |
| Hegoalde Tolosa           | 9 - 0  | Féminas Móstoles    | 11 de mayo |       | Berazubi     |     |
| Descansa; Drácena Melilla |        |                     |            |       |              |     |

| Féminas Móstoles       | 4 - 6  | Drácena Melilla   | 18 de mayo | 18:00 | Villafontana |  |
| Femesala Elche         | 9 - 0  | Vilassar          | 18 de mayo | 18:00 | Mun. Elche   |  |
| Rácing Delicias        | 3 - 3  | Hegoalde Tolosa   | 18 de mayo |       |              |  |
| CD Ourense             | 4 - 1  | Valdetires Meirás | 18 de mayo |       | Os Remedios  |  |
| UCAM Murcia            | 5 - 2  | Taberna Andaluza  | 18 de mayo |       |              |  |
| Rayo Mejorada Futsi    | 10 - 1 | El Palmar         | 18 de mayo |       |              |  |
| Descansa; FSF Móstoles |        |                   |            |       |              |  |

### Rachas
- Mayor racha ganadora: Femesala Elche; 10 jornadas (jornada 12 a 21)
- Mayor racha invicta: Femesala Elche; 16 jornadas (jornada 5 a 21, incluye jornada de descanso)
- Mayor racha marcando: 3 equipos; 24 jornadas (jornada 1 a 26, incluye jornada de descanso)
- Mayor racha empatando: 5 equipos; 2 jornadas
- Mayor racha imbatida: Femesala Elche; 3 jornadas (jornada 16 a 18)
- Mayor racha perdiendo: El Palmar; 11 jornadas (jornada 1 a 12, incluye jornada de descanso)
- Mayor racha sin ganar: El Palmar; 11 jornadas (jornada 1 a 12, incluye jornada de descanso)
- Mayor racha sin marcar: El Palmar y Vilassar; 2 jornadas
- Mayor goleada en casa:

Ourense 15 - 2 El Palmar (29 de septiembre)
- Mayor goleada a domicilio:

Féminas Móstoles 1 - 16 UCAM Murcia (2 de marzo)
- Partido con más goles:

Ourense 15 - 2 El Palmar (29 de septiembre)
Féminas Móstoles 1 - 16 UCAM Murcia (2 de marzo)